# Åndernes Hus
Åndernes Hus (1982) (La Casa de los Espíritus) er en roman skrevet af den chilenske forfatter Isabel Allende (født 1942, datter af fætteren til Chiles tidligere præsident Salvador Allende, som den sidste del af bogen indirekte kredser om). Bogen er en chilensk slægtsroman omhandlende tre generationer (fra starten af d. 20 århundrede til omkring 1973) med den iltre (og dybt konservative) Esteban Trueba som hovedperson.

## Fortæller
Bogens handling skrives skiftevis af Estebans barnebarn, Alba, der bruger sin mormor Claras dagbøger som kilde til den del af handlingen, som foregår før hendes egen tid, og skiftevis fortælles den direkte som Esteban erindrer den. På grund af førstnævnte og det faktum at Clara er langt mere sympatisk end Esteban, kan læseren nemt komme til at tro, at det i virkeligheden er Clara – og flere andre undervejs, der er hovedpersonen.

## Stilart
Bogen er skrevet i en magisk realistisk stil, idet der bl.a. forekommer hændelser, som ville være fuldstændigt umulige i den virkelige verden, men som i bogen bliver opfattet som sandsynlige, men dog ikke specielt acceptable. Det bedste eksempel på dette er Clara, der både viser evner til at flytte objekter med tankens kraft og kommunikere med ånderne. Ydermere forekommer der lange opremsninger, hvor hver ting taget for sig lyder fuldt ud plausibelt, men som tilsammen ville være fuldstændigt umuligt.

## Filmatisering
Åndernes Hus blev i 1993 filmatiseret. Den blev instrueret af Bille August, der prøvede at fjerne den magiske realisme fra fortællingen, se Åndernes hus (film).

## Oversættelse
Bogen blev i 1985 oversat til dansk af Sanne Bertram.